# Taos megye
Taos megye az Amerikai Egyesült Államokban, azon belül Új-Mexikó államban található. Megyeszékhelye és legnagyobb városa Taos. Lakosainak száma 34 489 fő (2020. április 1.). Taos megye Rio Arriba, Mora, Colfax, Costilla és Conejos megyékkel határos.

## Népesség
A megye népességének változása:
| Lakosok száma | 32 909 | 32 957 | 32 800 | 33 035 | 32 907 | 34 489 |
|               | 2010   | 2011   | 2012   | 2013   | 2015   | 2020   |